# 坂田慎一郎
坂田 慎一郎（さかた しんいちろう、1985年12月2日 - ）は、日本の元男性タレント。
神奈川県出身。料理番組『ひとりでできるもん!』主演・天野天役、バラエティ『天才てれびくん』てれび戦士（出演期間 1996年度）で知られている。

## 略歴
クレヨンに所属し、芸能界デビュー。その後、ファイブ☆エイトに移籍。2006年、ファイブ☆エイトを卒業後、消息不明。

## 出演

### バラエティ
- 天才てれびくん（1996年 - 1997年、NHK教育）てれび戦士

### その他のテレビ番組
- ひとりでできるもん!（1994年 - 1996年、NHK教育）主演・天野天 役

### CM
- 読売新聞（1995年）
- ナムコ、ナムコミュージアムNo1-5（1996年）
- ハウス食品、バーモントカレー（1997年 - 1998年）